# Senne Lammens
Senne Lammens (Zottegem, 7 juli 2002) is een Belgische doelman die onder contract ligt bij Royal Antwerp FC.

## Clubcarrière
Lammens genoot zijn jeugdopleiding bij KRC Bambrugge, FCV Dender EH en Club Brugge. Op 3 oktober 2018 zat hij voor het eerst in de wedstrijdselectie van het eerste elftal van Club Brugge voor de Champions League-groepswedstrijd tegen Atlético Madrid. Een jaar later haalde hij de internationale pers door in de Youth League-groepswedstrijd tegen Real Madrid in de slotseconden de 2-2-eindstand binnen te koppen.
Op 13 september 2020 maakte Lammens zijn profdebuut voor Club NXT, het beloftenelftal van Club Brugge dat in het seizoen 2020/21 debuteerde in Eerste klasse B: nadat Nick Shinton tijdens de eerste twee speeldagen de voorkeur kreeg van trainer Rik De Mil, kreeg Lammens op de derde speeldag tegen Union Sint-Gillis zijn kans. Beide doelmannen mochten uiteindelijk ongeveer elk de helft van de wedstrijden spelen: Lammens mocht dertien keer starten, Shinton vijftien keer.
Op 17 juli 2021 kreeg hij de voorkeur op Shinton om de geblesseerde Simon Mignolet te vervangen in de Supercup tegen KRC Genk. Club Brugge won de wedstrijd met 3-2. Acht dagen later mocht hij op de openingsspeeldag van de Jupiler Pro League ook in doel staan tegen KAS Eupen. Drie maanden later kreeg hij ook een kans in de bekerwedstrijd tegen KMSK Deinze, die Club Brugge met 3-0 won. Op de slotspeeldag van de Champions' Play-offs mocht hij zijn vierde wedstrijd van het seizoen spelen: tegen RSC Anderlecht liet trainer Alfred Schreuder hem in de 73e minuut invallen voor Simon Mignolet, die zo een applausvervanging kreeg. De kersverse landskampioen stond op dat moment nog 1-0 voor, maar doordat Jack Hendry drie minuten voor tijd zijn eigen doelman verschalkte werd het alsnog 1-1.
In de zomer van 2023 verliet hij Club Brugge transfervrij voor een overstap naar kersvers landskampioen Royal Antwerp FC.

## Clubstatistieken
| Seizoen         | Club             | Land            | Competitie         | Competitie | Competitie | Beker | Beker | Europees | Europees | Totaal | Totaal |
| Seizoen         | Club             | Land            | Competitie         | Sel.       | Wed.       | Sel.  | Wed.  | Sel.     | Wed.     | Sel.   | Wed.   |
| --------------- | ---------------- | --------------- | ------------------ | ---------- | ---------- | ----- | ----- | -------- | -------- | ------ | ------ |
| 2020/21         | Club NXT         | Vlag van België | 1B Pro League      | 18         | 13         | 2     | 0     | 1        | 0        | 21     | 13     |
| 2021/22         | Club Brugge      | Vlag van België | Jupiler Pro League | 39         | 2          | 6     | 2     | 7        | 1        | 52     | 5      |
| 2022/23         | Club Brugge      | Vlag van België | Jupiler Pro League | 32         | 11         | 3     | 0     | 6        | 0        | 41     | 11     |
| 2023/24         | Royal Antwerp FC | Vlag van België | Jupiler Pro League | 40         | 11         | 7     | 6     | 8        | 1        | 55     | 18     |
| 2024/25         | Royal Antwerp FC | Vlag van België | Jupiler Pro League | 41         | 41         | 5     | 3     | __       | __       | 46     | 44     |
| Carrière totaal | Carrière totaal  | Carrière totaal | Carrière totaal    | 170        | 78         | 23    | 11    | 22       | 2        | 215    | 91     |

Bijgewerkt op 20 juni 2025.

## Interlandcarrière
Senne Lammens doorliep diverse jeugdelftallen van België, waaronder Onder-15 tot en met Onder-21.  Voor de U21-ploeg maakte hij zijn debuut in 2021 tijdens de kwalificatiewedstrijden voor het Europees kampioenschap Onder-21, waarbij hij meerdere keren onder de lat stond en in totaal negen caps verzamelde 
Zijn sterke prestaties voor Club Brugge en later Royal Antwerp, gecombineerd met zijn rol als eerste doelman bij de beloften, brachten hem in maart 2025 zelfs een eerste oproep voor de A-ploeg – de Rode Duivels. Bondscoach Rudi Garcia selecteerde hem voor de Nations League play-offwedstrijden tegen Oekraïne op 20 en 23 maart 2025.
Lammens bevond zich in een selectie van vier doelmannen, met onder meer Thibaut Courtois, Maarten Vandevoordt en Matz Sels. Hij zat beide wedstrijden op de bank, maar kwam nog niet in actie.
Hoewel Lammens nog geen officiële A-interland op zijn naam heeft staan, markeert deze selectie wel een belangrijke stap binnen de nationale structuur. Zijn lancering in de A-kern, vlak na zijn overgang naar Antwerp en zijn stabiele optredens in de Jupiler Pro League, suggereert dat hij binnenkort daadwerkelijk zijn debuut kan maken.
Interlandstatistieken
| Seizoen         | Land            | Vriendschappelijk | Vriendschappelijk | Kwalificatie | Kwalificatie | Nations League | Nations League | EK      | EK      | WK   | WK   | Totaal | Totaal |
| Seizoen         | Land            | Sel.              | Wed.              | Sel.         | Wed.         | Sel.           | Wed.           | Sel.    | Wed.    | Sel. | Wed. | Sel.   | Wed.   |
| --------------- | --------------- | ----------------- | ----------------- | ------------ | ------------ | -------------- | -------------- | ------- | ------- | ---- | ---- | ------ | ------ |
| 2016/17         | Vlag van België | 2                 | 1                 | —            | —            | —              | —              | —       | —       | —    | —    | 2      | 1      |
| 2017/18         | Vlag van België | 14                | 8                 | —            | —            | —              | —              | __      | __      | __   | __   | 14     | 8      |
| 2018/19         | Vlag van België | 6                 | 5                 | 6 (U17)      | 4 (U17)      | —              | —              | 5 (U17) | 0 (U17) | __   | __   | 17     | 9      |
| 2019/20         | Vlag van België | 3                 | 2                 | __           | __           | —              | —              | __      | __      | __   | __   | 3      | 2      |
| 2020/21         | Vlag van België | __                | __                | __           | __           | —              | —              | __      | __      | __   | __   | __     | __     |
| 2021/22         | Vlag van België | __                | __                | 7 (U21)      | 2 (U21)      | —              | —              | __      | __      | __   | __   | 7      | 2      |
| 2022/23         | Vlag van België | 5                 | 3                 | __           | __           | —              | —              | 3 (U21) | 0 (U21) | __   | __   | 8      | 3      |
| 2023/24         | Vlag van België | __                | __                | 10 (U21)     | 4 (U21)      | —              | —              | —       | —       | —    | —    | 10     | 4      |
| 2024/25         | Vlag van België | __                | __                | 2            | 0            | 1              | 0              | —       | —       | —    | —    | 3      | 0      |
| Carrière totaal | Carrière totaal | 30                | 19                | 23           | 10           | 1              | 0              | 8       | 0       | 0    | 0    | 64     | 29     |

## Erelijst
| Competitie           |             |                  |             |             |
| Competitie           | Aantal      | Jaren            |             |             |
| Club Brugge          | Club Brugge | Club Brugge      | Club Brugge | Club Brugge |
| -------------------- | ----------- | ---------------- | ----------- | ----------- |
| Landskampioen België | 2x          | 2020/21, 2021/22 |             |             |
| Belgische Supercup   | 2x          | 2021, 2022       |             |             |
| Royal Antwerp FC     |             |                  |             |             |
| Belgische Supercup   | 1x          | 2023             |             |             |